# Ayakha Melithafa
Ayakha Melithafa (Eeste River, 2002) é uma ativista ambiental sul-africana.    

## Infância e educação
Melithafa nasceu em Eerste River, no Cabo Ocidental, um subúrbio da Cidade do Cabo .  Atualmente, ela é aluna do Centro de Ciência e Tecnologia de Khayelitsha . 

## Ativismo climático
Melithafa foi uma das 16 crianças, incluindo Greta Thunberg, Alexandria Villaseñor, Carl Smith e Catarina Lorenzo a registrar uma queixa ao Comitê dos Direitos da Criança das Nações Unidas para protestar contra a falta de ação governamental sobre a crise climática.   
Melithafa também contribuiu para a iniciativa do Projeto 90 em 2030, uma iniciativa do YouLead, uma organização sul-africana comprometida com uma redução de 90% de carbono até 2030 . Ela foi recrutada por Ruby Sampson em março de 2019 para ingressar na Aliança Climática Africana do Youth Spokesteam, onde teve oportunidades de fazer apresentações, participar de conferências e outros eventos de ação climática. Ela também atua como oficial de recrutamento da Aliança Africana do Clima. 
 

Em particular, Melithafa defende a inclusão de diversas vozes no ativismo climático: 
 "É muito importante que as pessoas pobres e de cor participem desses protestos e marchas porque estão sentindo a ira das mudanças climáticas. É importante que eles tenham uma opinião, para que sua voz e suas demandas sejam ouvidas ". --- Ayakha Melithafa  